# النجيب السمرقندي
نجيب الدين السمرقندي (توفي 619 هـ / 1222 م) هو عالم بالطب، فارسي الأصل.
هو نجيب الدين أبو حامد محمد بن علي بن عمر السمرقندي. طبب في سمرقند ، مات مقتولاً في هراة عندما دخلها جنكيز خان. من أهم تصانيفه كتاب «الأسباب و العلامات» والذي كسب شهره بالشرح الذي وضعه نفيس بن عوض الكرماني له، وكتاب «الأقرباذين على ترتيب العلل» أو «الأقرباذين على ترتيب الأسباب» ، وقد طبع هذا الكتاب بعد أن حققه أ.د. جورج طعمه ، وصدر باللغات الثلاث : العربية، والفرنسية، والانگليزية في مجلد واحد في بيروت (مكتبة لبنان - 1994 م).